# UPI NFC Player of the Year
NFC Player of the Year ou Jogador do ano da NFC, foi um prêmio de 1970 até 1996 concedido pela United Press Internacional à jogadores da National Football Conference(NFC), pertencente à National Football League.

## Vencedores
| Temporada | Jogador Ofensivo   | Time                | Posição          | Jogador Defensivo | Time                 | Posição          |
| --------- | ------------------ | ------------------- | ---------------- | ----------------- | -------------------- | ---------------- |
| 1970      | John Brodie        | San Francisco 49ers | Quarterback      | -                 | -                    | -                |
| 1971      | Alan Page          | Minnesota Vikings   | Defensive tackle | -                 | -                    | -                |
| 1972      | Larry Brown        | Washington Redskins | Running back     | -                 | -                    | -                |
| 1973      | John Hadl          | Los Angeles Rams    | Quarterback      | -                 | -                    | -                |
| 1974      | Jim Hart           | St. Louis Cardinals | Quarterback      | -                 | -                    | -                |
| 1975      | Fran Tarkenton     | Minnesota Vikings   | Quarterback      | Jack Youngblood   | Los Angeles Rams     | Defensive end    |
| 1976      | Chuck Foreman      | Minnesota Vikings   | Running back     | Wally Chambers    | Chicago Bears        | Defensive tackle |
| 1977      | Walter Payton      | Chicago Bears       | Running back     | Harvey Martin     | Dallas Cowboys       | Defensive tackle |
| 1978      | Archie Manning     | New Orleans Saints  | Quarterback      | Randy White       | Dallas Cowboys       | Defensive tackle |
| 1979      | Ottis Anderson     | St. Louis Cardinals | Running back     | Lee Roy Selmon    | Tampa Bay Buccaneers | Defensive end    |
| 1980      | Ron Jaworski       | Philadelphia Eagles | Quarterback      | Nolan Cromwell    | Los Angeles Rams     | Safety           |
| 1981      | Tony Dorsett       | Dallas Cowboys      | Running back     | Fred Dean         | San Francisco 49ers  | Defensive end    |
| 1982      | Mark Moseley       | Washington Redskins | Kicker           | -                 | -                    | -                |
| 1983      | Eric Dickerson     | Los Angeles Rams    | Running back     | Lawrence Taylor   | New York Giants      | Linebacker       |
| 1984      | Eric Dickerson     | Los Angeles Rams    | Running back     | Mike Singletary   | Chicago Bears        | Linebacker       |
| 1985      | Walter Payton      | Chicago Bears       | Running back     | Mike Singletary   | Chicago Bears        | Linebacker       |
| 1986      | Eric Dickerson     | Los Angeles Rams    | Running back     | Lawrence Taylor   | New York Giants      | Linebacker       |
| 1987      | Jerry Rice         | San Francisco 49ers | Wide receiver    | Reggie White      | Philadelphia Eagles  | Defensive end    |
| 1988      | Roger Craig        | San Francisco 49ers | Running back     | Mike Singletary   | Chicago Bears        | Linebacker       |
| 1989      | Joe Montana        | San Francisco 49ers | Quarterback      | Keith Millard     | Minnesota Vikings    | Defensive tackle |
| 1990      | Randall Cunningham | Philadelphia Eagles | Quarterback      | Charles Haley     | San Francisco 49ers  | Linebacker       |
| 1991      | Mark Rypien        | Washington Redskins | Quarterback      | Reggie White      | Philadelphia Eagles  | Defensive end    |
| 1992      | Steve Young        | San Francisco 49ers | Quarterback      | Chris Doleman     | Minnesota Vikings    | Defensive end    |
| 1993      | Emmitt Smith       | Dallas Cowboys      | Running back     | Eric Allen        | Philadelphia Eagles  | Cornerback       |
| 1994      | Steve Young        | San Francisco 49ers | Quarterback      | Charles Haley     | Dallas Cowboys       | Defensive end    |
| 1995      | Brett Favre        | Green Bay Packers   | Quarterback      | Reggie White      | Green Bay Packers    | Defensive end    |
| 1996      | Brett Favre        | Green Bay Packers   | Quarterback      | Kevin Greene      | Carolina Panthers    | Linebacker       |